# Ocyptamus amplus
Ocyptamus amplus är en tvåvingeart som först beskrevs av Fluke 1942.  Ocyptamus amplus ingår i släktet Ocyptamus och familjen blomflugor. Inga underarter finns listade i Catalogue of Life.